# Театр оперы и балета Республики Коми

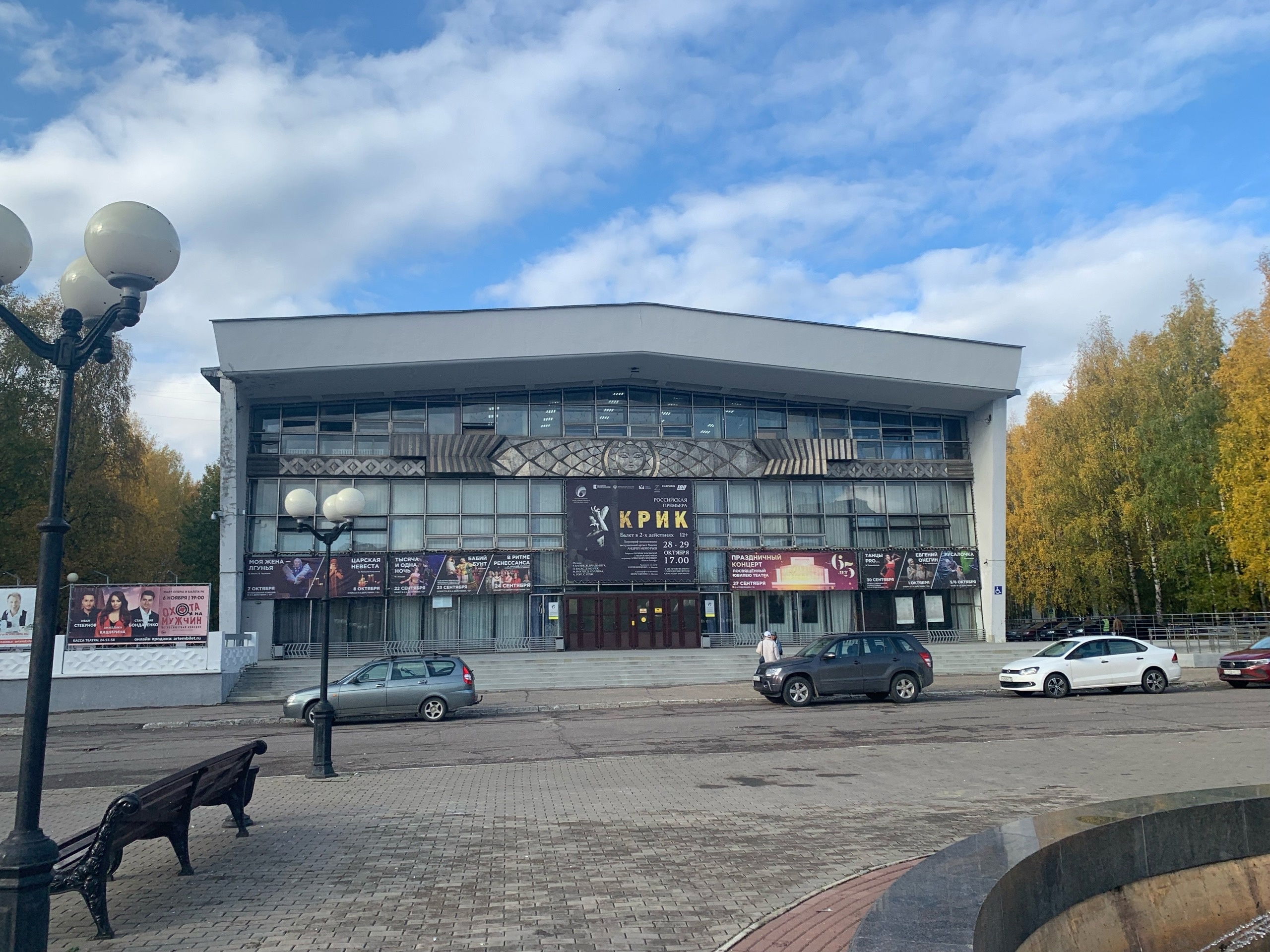
Театр в сентябре 2023 года

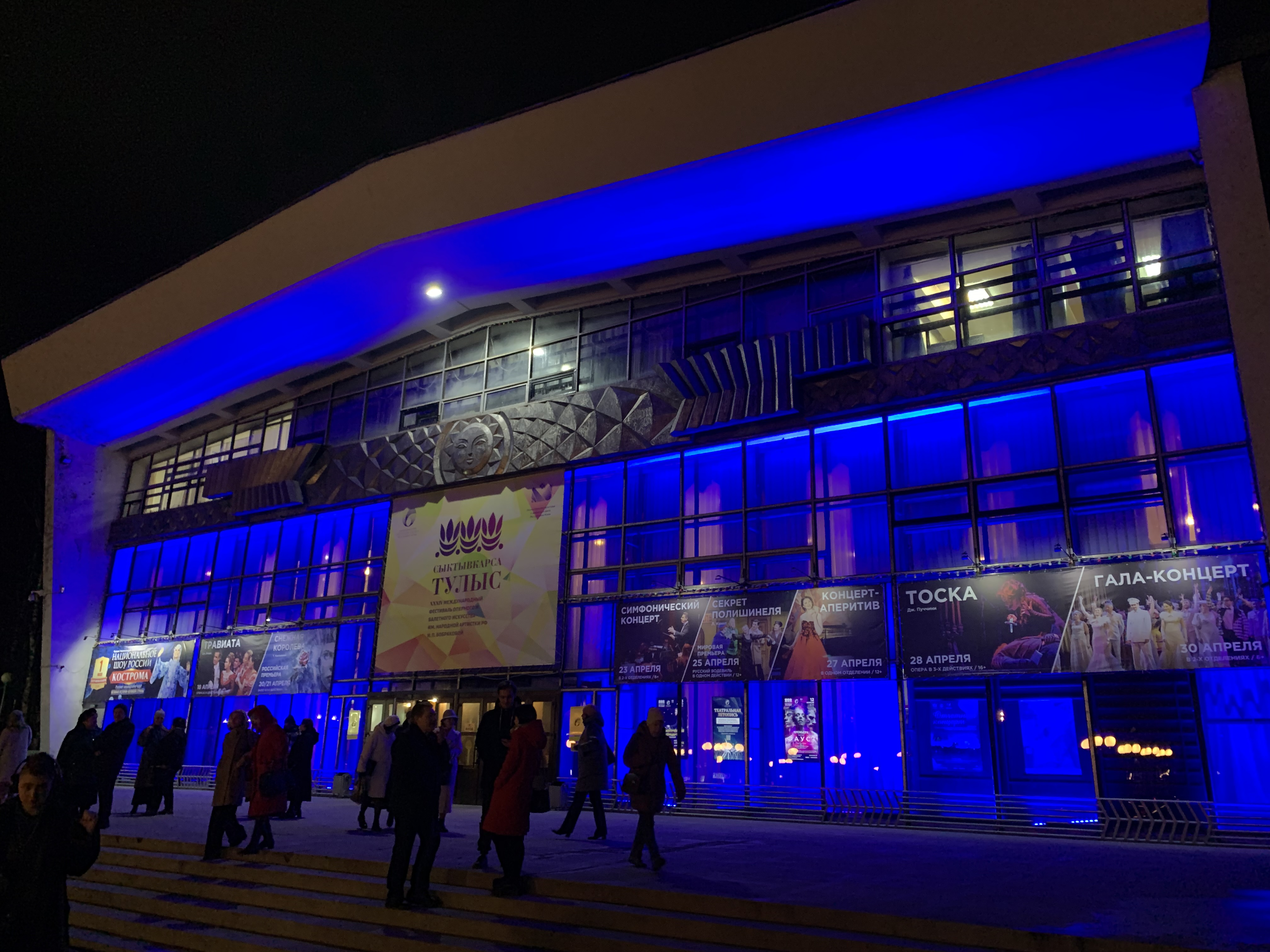
Театр в вечернее время суток, 2024

Государственный академический театр оперы и балета Республики Коми (Коми Опера) — театр оперы и балета в городе Сыктывкаре. Расположен по адресу Коммунистическая улица, дом 32.

## История
Основан в 1958 году как Музыкально-драматический театр Коми АССР. Открыт 26 августа 1958 оперой Чайковского Евгений Онегин. В 1967 году переименован в Музыкальный театр Коми АССР.
Реорганизован в театр оперы и балета в 1992 году.
С 1991 года театр проводит ежегодно Международный фестиваль оперного и балетного искусства «Сыктывкарса тулыс» (Сыктывкарская весна) имени народной артистки России Ии Петровны Бобраковой. Осенью один раз в два года проводит фестиваль балетного искусства финно-угорских государств и регионов России «Зарни джыджъяс» (Золотые ласточки).
28 сентября 1957 года Совет Министров Коми АССР принял постановление «Об организации музыкального театра в городе Сыктывкаре».
26 августа 1958 года в дни празднования образования Коми автономии премьерой оперы П. И. Чайковского «Евгений Онегин» в постановке приглашённого из Ленинграда профессора и композитора А. Киреева состоялось открытие Республиканского музыкального театра Коми АССР.
Первоначально творческий коллектив музыкального театра в количестве 104 человек действовал под художественным руководством Б. С. Дейнеки. Среди солистов первого состава были Б. Дейнека, В. Ищенко, С. Марков, И. Бобракова, В. Привальцева, К. Васильев, Г. Белов. Балетная труппа под руководством балетмейстера Г. Ваховского была сформирована из выпускников Пермского и других хореографических училищ, а также артистов Государственного ансамбля песни и танца Коми АССР.
3 ноября 1977 года на площади перед зданием театра был установлен памятник И. А. Куратову работы скульптора В. Н. Мамченко и архитектора В. З. Эдельгауса.
Начиная с 1991 года, театр проводит ежегодный Международный фестиваль оперного и балетного искусства «Сыктывкарса тулыс» (Сыктывкарская весна), которому присвоено имя его основательницы народной артистки России Ии Бобраковой. «Сыктывкарса тулыс» объединяет солистов, музыкантов, театральные коллективы различных регионов России и зарубежья. В 1997 году фестиваль был удостоен Государственной премии Республики Коми.
Значительным событием в культурной жизни финно-угорских народов и знаковым событием культурной жизни Республики Коми, позволяющим представить культурное наследие финно-угорских стран и регионов, является международный фестиваль балетного искусства «Зарни джыджъяс» (Золотые ласточки). Фестиваль проходил в Сыктывкаре в 1997—2000 годах. Восстановлен в 2014 году, проводится раз в два года.
За годы своего существования театр объездил с гастролями многие города России, а с 2000 года проводит работу по международному сотрудничеству. Балетную и оперную труппы театра принимали в Швейцарии, Германии, Великобритании, Австрии, Испании, Португалии, Турции, Финляндии.
Сегодня репертуар театра насчитывает более 60 названий опер, балетов, оперетт и других музыкальных жанров. В репертуар входят как произведения мировой классики, так и местных авторов. В частности, это оперы «Тоска», «Чио-Чио-сан» Джакомо Пуччини, «Травиата», «Риголетто» Джузеппе Верди, «Кармен» Жоржа Бизе, «Евгений Онегин» Петра Иьича Чайковского, «Севильский цирюльник» Джоаккино Россини, балеты «Лебединое озеро», «Спящая красавица», «Щелкунчик» П. И. Чайковского, «Жизель» Адольф Адана, «Баядерка», «Дон Кихот» Людвига Минкуса, балет «Крик», «Снежная королева», оперетты «Летучая мышь» И. Штрауса и «Сильва» Имре Кальмана, мюзиклы «Мёртвые души/ Гоглюцинации Чичикова» А. Пантыкина и «Миллионерша» Е. Глебова, национальный балет «Яг-Морт» Я. Перепелицы и опера С. Носкова «Куратов».
Опера «Сказки Гофмана» Ж. Оффенбаха — лауреат III Российской национальной оперной премии в номинации «Состав». Многие премьерные и репертуарные спектакли театра отмечены званиями лауреата премии Правительства Республики Коми и Республиканского театрального конкурса им. Степана Ермолина.